# Cà Rigo
Cà Rigo is een klein dorp (curazia) in de gemeente Borgo Maggiore in San Marino.

## Naam
De naam Cà Rigo is afgeleid van de familie dei Righi.